# Les Anonymes (série télévisée)
Pour le téléfilm, voir Les Anonymes - Ùn' pienghjite micca ; pour le roman policier,, voir Les Anonymes.
Les Anonymes (The Unlisted) est une série télévisée dramatique australienne pour la jeunesse en quinze épisodes d'environ 23 minutes créée par Justine Flynn, produite par Aquarius Films, et diffusée depuis le 15 septembre 2019 sur ABC Me (en).
À l'extérieur de l'Australie, la série est disponible sur Netflix. Au Québec, elle a été diffusée en décembre 2024 à Télé-Québec.

## Synopsis
Dans son lycée, Dru Sharma doit passer un contrôle de soins dentaires. Par peur, il persuade son frère, Kall d'y aller à sa place.
Alors qu'ils sont en plein cours, les élèves deviennent étranges, comme contrôlés. Dru découvre que les soins dentaires sont un prétexte pour qu'infinity groupe leur installe un implant dentaire qui permet de les contrôler.
Plus tard, il tente de communiquer avec Kall avec un talkie-walkie mais il tombe sur une équipe de personnes qui eux non plus n'ont pas reçu leur implant dentaire et qui ont découvert la vérité sur Infinity Groupe.
Il va alors faire la connaissance de Jacob, Rose, Gemma et Kaimara, une blogueuse. Ils vont ensemble lutter contre le projet enfance du monde dirigé par Infinity Groupe.

## Distribution

### Principaux
- Ved Rao (VF : Julien Crampon) : Kalpen « Kal » Sharma
- Vrund Rao (VF : Thomas Sagols) : Drupad « Dru » Sharma
- Miah Madden (VF : Maryne Bertieaux) : Kymara Russell
- Abigail Adriano (VF : Clara Soares) : Rose Aquino
- Nya Cofie (VF : Jonathan Gimbord) : Jacob Annan
- Jean Hinchliffe (VF : Jessica Barrier) : Gemma Khouri
- Zachary Wan (VF : Alexis Gilot) : Jiao, étudiant chinois présent dans le cadre d'un échange scolaire.
- Kate Box : Emma Ainsworth, l'antagoniste de la série.

### Secondaires
- Saba Zaidi Abdi (VF : Cathy Cerdà) : Dadi, grand-mère de Kal et Dru.
- Avishma Lohith (VF : Lila Lacombe) : Vidya Sharma, sœur aînée de Kal et Dru.
- Annabel Wolfe : Regan Holcroft, camarade de classe de Kal et Dru.
- Aria Ferris : Chloe, amie et voisine des Sharma.
- Otis Dhanji : Tim Hale, ami de Kal.
- Virginie Laverdure : Anousha Sharma, mère de Kal et Dru.
- Nicholas Brown (VF : Guillaume Bourboulon) : Rahul Sharma, père de Kal et Dru.
- Zenia Starr : Dr Maya Sharma, tante de Kal et Dru.
- Danny Kim (VF : Laurent Blanpain) : M. Park, le professeur de la classe de Kal et Dru.
- Suzi Dougherty (VF : Ariane Deviègue) : Miss Biggs
- Kevin MacIsaac (VF : Glen Hervé) : M. Cunningham

 Source et légende : version française (VF) sur RS Doublage

## Production
La série n'a pas été renouvelée pour une deuxième saison.

## Épisodes
Les épisodes, sans titres, sont numérotés de un à quinze.

## Réception
La série a reçu un retour plutôt positif avec 3,5 étoiles sur 5 pour les critiques spectateurs sur Allociné.